# رودریگو آروز
رودریگو آروز (به پرتغالی: Rodrigo Antônio Magalhães Alves Pereira) مدافع اهل برزیل است که در شهر Valença و در تاریخ ۲۱ مارس ۱۹۸۴ به دنیا آمده‌است.
رودریگو آروز در تیم‌های فوتبال فلامینگو سابقهٔ حضور دارد.